# Astrohydra
Astrohydra  es un género de hidrozoo de la familia Olindiidae. Su única especie, Astrohydra japonica, habita en agua dulce.

## Especie
- Astrohydra japonica, Hashimoto, 1981